# 配对堆
配对堆（英語：Pairing heap）是一种实现简单、均摊复杂度优越的堆数据结构，由邁克爾·弗雷德曼、罗伯特·塞奇威克、丹尼爾·斯萊托、羅伯特·塔揚于1986年发明。
配对堆是一种多叉树，并且可以被认为是一种简化的斐波那契堆。对于实现例如普林姆最小生成树算法等算法，配对堆是一个更优的选择，且支持以下操作（假设该堆是最小堆）：
- find-min（查找最小值）：返回堆顶。
- merge（合并）：比较两个堆顶，将堆顶较大的堆设为另一个的孩子。
- insert（插入）：创建一个只有一个元素的堆，并合并至原堆中。
- decrease-key（减小元素）（可选）：将以该节点为根的子树移除，减小其权值，并合并回去。
- delete-min（删除最小值）：删除根并将其子树合并至一起。这里有各种不同的方式。

配对堆时间复杂度的分析灵感来源于伸展树。
其delete-min操作的时间复杂度为O(log n)，而find-min、merge和insert操作的均摊时间复杂度均为O(1)。
确定配对堆每次进行decrease-key操作的均摊时间复杂度是困难的。最初，基于经验，这个操作的时间复杂度被推测为是O(1)，但弗雷德曼证明了对于某些操作序列，每次decrease-key操作的时间复杂度至少为{\displaystyle \Omega (\log \log n)}。
在那之后，通过不同的均摊依据，Pettie证明了insert、merge及decrease-key操作的均摊时间复杂度均为{\displaystyle O(2^{2{\sqrt {\log \log n}}})}，近似于{\displaystyle o(\log n)}。
Elmasry后来介绍了一种配对堆的变体，令其拥有所有斐波那契堆可以实现的操作，且decrease-key操作的均摊时间复杂度为{\displaystyle O(\log \log n)}，但对于原始的数据结构，仍未知准确的{\displaystyle \Theta (\log \log n)}运行下限。此外，能否使delete-min在均摊时间复杂度为{\displaystyle o(\log n)}的同时，令insert操作的均摊时间复杂度为{\displaystyle O(1)}，目前也仍未得到解决。
尽管这比其他的，例如能实现均摊时间{\displaystyle O(1)}的decrease-key的斐波那契堆，这样的优先队列算法更差，在实践中配对堆的表现仍然很不错。Stasko和Vitter，
Moret和Shapiro，
以及Larkin、Sen和Tarjan
进行过配对堆和其他堆数据结构的实验。 他们得出的结论是, 配对堆通常比基于数组的二叉堆和D叉堆的实际操作速度更快，而且在实践中几乎总是比其他基于指针的堆更快，其中包括诸如斐波纳契堆这样的理论上更有效率的数据结构。

## 结构
一个配对堆要么是一个空堆，要么就是一个配对树，由一个根元素与一个可能为空的配对树列表所组成。堆的有序属性使该列表中所有子树的根元素都不小于该堆的根元素。下面描述了一个纯粹的函数堆，我们假定它不支持decrease-key操作。
```
type
 PairingTree[Elem] = Heap(elem: Elem, subheaps: List[PairingTree[Elem]])

type
 PairingHeap[Elem] = Empty | PairingTree[Elem]
```

对于随机存取机，一个基于指针的实现若要支持decrease-key操作，可以对每个节点使用三个指针做到，具体做法是用单向链表储存节点的孩子：一个指针指向该节点的第一个孩子，一个指向它的下个兄弟，一个指向它的上个兄弟（对于最左边的兄弟则指向它的父亲）。或者，如果使用一个布尔标记表示“链表末尾”且令最后一个孩子指向它的父亲，指向上个兄弟的指针也可以不使用。这在牺牲常数开销的同时，令结构更加紧凑。

## 操作

### find-min（查找最小值）
函数find-min简单地返回该堆的堆顶：
```
function
 find-min(heap: PairingHeap[Elem]) -> Elem
  
if
 heap is Empty
    
error

  
else

    
return
 heap.elem
```

### merge（合并）
合并一个空堆将会返回另一个堆，否则将会返回一个新堆，其将两个堆的根元素中较小的元素当作新堆的根元素，并将较大的元素所在的堆合并到新堆的子堆中：
```
function
 merge(heap1, heap2: PairingHeap[Elem]) -> PairingHeap[Elem]
  
if
 heap1 is Empty
    
return
 heap2
  
elsif
 heap2 is Empty
    
return
 heap1
  
elsif
 heap1.elem < heap2.elem
    
return
 Heap(heap1.elem, heap2 :: heap1.subheaps)
  
else

    
return
 Heap(heap2.elem, heap1 :: heap2.subheaps)
```

### insert（插入）
插入一个元素最简单的方法是，将一个仅有该元素的新堆与需要被插入的堆合并：
```
function
 insert(elem: Elem, heap: PairingHeap[Elem]) -> PairingHeap[Elem]
  
return
 merge(Heap(elem, []), heap)
```

### delete-min（删除最小值）
唯一比较复杂的操作即是堆中最小值的删除操作。标准方法是：首先将子堆从左到右、一对一对地合并（这就是它叫这个名字的原因），然后再从右到左合并该堆。
```
function
 delete-min(heap: PairingHeap[Elem]) -> PairingHeap[Elem]
  
if
 heap is Empty
    
error

  
else

    
return
 merge-pairs(heap.subheaps)
```

这需要使用到辅助函数merge-pairs（合并对）：
```
function
 merge-pairs(list: List[PairingTree[Elem]]) -> PairingHeap[Elem]
  
if
 length(list) == 0
    
return
 Empty
  
elsif
 length(list) == 1
    
return
 list[0]
  
else

    
return
 merge(merge(list[0], list[1]), merge-pairs(list[2..]))
```

这确实实现了所描述的两个通过从左向右、然后从右向左的合并策略。这可以下面的过程看到：
```
   merge-pairs([H1, H2, H3, H4, H5, H6, H7])
=> merge(merge(H1, H2), merge-pairs([H3, H4, H5, H6, H7]))
     # 合并H1和H2到H12，再处理列表中剩下的部分
=> merge(
H12
, merge(merge(H3, H4), merge-pairs([H5, H6, H7])))
     # 合并H3和H4到H34，再处理列表中剩下的部分
=> merge(H12, merge(
H34
, merge(merge(H5, H6), merge-pairs([H7]))))
     # 合并H5和H6到H56，再处理列表中剩下的部分
=> merge(H12, merge(H34, merge(
H56
, H7)))
     # 转换方向，合并最后两个堆，给出H567
=> merge(H12, merge(H34, 
H567
))
     # 合并最后两个堆，给出H34567
=> merge(H12, 
H34567
) 
     # 最终，合并第一个堆和剩下堆合并的结果
=> 
H1234567
```

## 运行时间统计
下面的时间复杂度中，O(f)是一个渐近的上界，而Θ(f)是一个准确的上界（见大O符号）。函数名均假设该堆为最小堆。
| 操作         | 二叉     | 左偏     | 二项     | 斐波那契 | 配对     | Brodal   |
| ------------ | -------- | -------- | -------- | -------- | -------- | -------- |
| find-min     | Θ(1)     | Θ(1)     | Θ(log n) | Θ(1)     | Θ(1)     | Θ(1)     |
| delete-min   | Θ(log n) | Θ(log n) | Θ(log n) | O(log n) | O(log n) | O(log n) |
| insert       | O(log n) | Θ(log n) | Θ(1)     | Θ(1)     | Θ(1)     | Θ(1)     |
| decrease-key | Θ(log n) | Θ(n)     | Θ(log n) | Θ(1)     | o(log n) | Θ(1)     |
| merge        | Θ(n)     | Θ(log n) | O(log n) | Θ(1)     | Θ(1)     | Θ(1)     |

1. ↑  Brodal和Okasaki后来描述了一个可持久化的变种，拥有同样的运行上界，但不支持decrease-key。
带有n个元素的堆可以在O(n)时间内从下至上构建。[13]
2. 1 2 3 4 5  均摊时间。
3. ↑  下界为{\displaystyle \Omega (\log \log n)}，[14]上界为{\displaystyle O(2^{2{\sqrt {\log \log n}}})}。[15]
4. ↑  n是较大堆的大小。